# Kanadas Grand Prix 1976
Kanadas Grand Prix 1976 var det fjortonde av 16 lopp ingående i formel 1-VM 1976.  

## Resultat
1. James Hunt, McLaren-Ford, 9 poäng
2. Patrick Depailler, Tyrrell-Ford, 6
3. Mario Andretti, Lotus-Ford, 4
4. Jody Scheckter, Tyrrell-Ford, 3
5. Jochen Mass, McLaren-Ford, 2
6. Clay Regazzoni, Ferrari, 1
7. Carlos Reutemann, Brabham-Alfa Romeo
8. Niki Lauda, Ferrari
9. Ronnie Peterson, March-Ford
10. John Watson, Penske-Ford
11. Tom Pryce, Shadow-Ford
12. Gunnar Nilsson, Lotus-Ford
13. Jacky Ickx, Ensign-Ford
14. Vittorio Brambilla, March-Ford
15. Brett Lunger, Surtees-Ford
16. Alan Jones, Surtees-Ford
17. Larry Perkins, Brabham-Alfa Romeo
18. Jean-Pierre Jarier, Shadow-Ford
19. Henri Pescarolo, BS Fabrications (Surtees-Ford)
20. Guy Edwards, Hesketh-Ford

### Förare som bröt loppet
- Jacques Laffite, Ligier-Matra (varv 43, oljetryck)
- Emerson Fittipaldi, Fittipaldi-Ford (41, avgassystem)
- Hans-Joachim Stuck, March-Ford (36, hantering)
- Arturo Merzario, Wolf-Williams-Ford (11, olycka)

### Förare som ej startade
- Harald Ertl, Hesketh-Ford (olycka)
- Chris Amon, Wolf-Williams-Ford (olycka)

### Förare som ej kvalificerade sig
- Otto Stuppacher, OASC Racing Team (Tyrrell-Ford)

## VM-ställning
| Förarmästerskapet 1. Niki Lauda, Ferrari, 64 2. James Hunt, McLaren-Ford, 56 3. Jody Scheckter, Tyrrell-Ford, 43 | Konstruktörsmästerskapet 1. Ferrari, 77 2. McLaren-Ford, 61 3. Tyrrell-Ford, 59 |